# روبرت تورانس
روبرت تورانس (بالإنجليزية: Robert Torrance)‏ هو صحفي أمريكي، ولد في 9 مايو 1939.